# روجر والاس
روجر والاس (بالإنجليزية: Roger Wallace)‏ هو لاعب كرة قدم أمريكية أمريكي، ولد في 22 يوليو 1952 في يوربانا في الولايات المتحدة.

## وصلات خارجية
- روجر والاس على موقع مرجع كرة القدم المحترفة.كوم (الإنجليزية)